# Peziza proteana
Peziza proteana är en svampart. Peziza proteana ingår i släktet Peziza och familjen Pezizaceae.  Arten är reproducerande i Sverige.

## Underarter
Arten delas in i följande underarter:
- sparassoides
- proteana